# 破滅的王國
《破滅的王國》是日本漫画家yoruhashi所創作的黑暗奇幻漫畫。本作品於Mag Garden《月刊Comic BLADE》2019年5月號開始連載，並於同年5月5日開始在Mac Garden的網路漫畫網站《MAGCOMI》上釋出。截至2020年10月，單行系列累計突破了25萬部。入圍2021年電子漫畫大賞（電子漫畫大獎）（みんなが選ぶ!!電子コミック大賞）男性部門提名名單。
於2023年2月1號於官方Twitter宣布動畫化，並於同年10月至12月播出。

## 登場角色

### 主角
阿德尼斯（聲：石川界人、寺崎裕香（幼年時期））
本作的主角。黑髮紅瞳的十多歲少年。由魔女兼師傅的克蘿耶所撫養長大。由於當時魔女為人類之敵，幼年的阿德尼斯便一同與克蘿耶但仍能保持活潑開朗的性格，喜歡對克蘿耶開各種玩笑，同時亦在每一次被追捕時渴望自己的魔法能夠幫助克蘿耶。克蘿耶被殺後，性格變得沉穩，不苟言笑，並誓死消滅人類為克蘿耶復仇，同時阻擾他的人即便是魔女也不放過。为了继续传送回去帝国复仇，刻意让帝国的人追踪到魔女之国导致魔女灭绝。在击杀掉帝国保安局的局长大和之后，利用他的声音以及脸皮欺骗帝国的人将他传送回去帝国。唯一一位免疫“爱之魔法•束缚”的人類。
多羅卡（聲：和氣杏未）
本作的女主角。粉髮藍瞳的魔女，性格天真，善良純潔，能夠為了他人不惜犧牲自己，仰慕並渴望著人類能與魔女和平相處。曾为了解放阿德尼斯特地被帝国的人俘虏，解放后被艾考特射杀，临死之前告知魔女之国奥菲莉亚的目的。后来被阿德尼斯为了还清人情复活。
十年前，姐姐米婭因保護多羅卡而死，多羅卡也因此逃亡至奧菲利亞所在的小鎮。拥有与帝国王妃多罗缇娅·格雷特同样的魔法“爱之魔法·束缚”。

### 魔女
克蘿耶·摩根（聲：白石涼子）
阿德尼斯的師傅，擁有金色長髮的冰之魔女。收養阿德尼斯並將他扶養成人，更教授他魔法，卻因此被逐出魔女之國。本人不願談及有關出生的事情，即使對象是阿德尼斯亦是如此。
作為「偉大的魔女」，能夠製造出只有她能製造的羽毛筆（即阿德尼斯擁有的），也因此被天啟的魔女意圖復活並加以利用，但被阿德尼斯阻止。能夠使用冰的魔法——「絕對零度」。
人類利用了魔法光子抑制裝置SDAM-2封鎖她與阿德尼斯的魔法，使他們無力還手，最後在阿德尼斯的眼前被扒光衣服且羞辱後擊殺。她的死亡成為阿德尼斯展開復仇行動的開端。
多羅緹婭·格雷特（聲：和氣杏未）
利迪亞帝國23世皇帝凱特的愛妃。實際身份為奔向多重奏宇宙的未知魔女。疑似前作劍之王國的女主角。
與多羅卡一樣能對男性使用「愛之魔法·束縛」。本人也借此操控著凱特，為了奪去其帝位，利用「愛之魔法」命令凱特自殺，並自稱「女王」，利用「愛之魔法」控制所有男性國民，借此計畫動用諸國和支持者的力量來討伐阿德尼斯。實際目的為消滅可以免疫自己魔法的魔女。白兔是她的部下。
安娜（聲：高橋李依）
藍髮的魔女。和多羅卡一樣是潛入利迪亞帝國的魔女。能夠使用複製魔法•死之偽裝。
以複製魔法·死之偽裝複製阿德尼斯的身體，並將其頭顱砍下以偽裝魔女學徒的死亡，借此送阿德尼斯到新·魔女之國進行克蘿耶復活計劃。非常喜歡對自己很好的多羅卡。在人類討伐魔女之國時在剛復活的多羅卡面前被大和殺害。
奧菲莉亞·克萊門汀（聲：加良まゆみ）
天啟的魔女。新·魔女之國的首長。策劃了克蘿耶復活計劃。由於阿德尼斯明白她是為了利用克蘿耶才實行這場計畫的，因此阿德尼斯沒有達到她的期望，反而復活多羅卡，這使她為此感到非常不滿，並認為他復活了不該復活的存在，在人類討伐魔女之國時被人類殺害，臨死前一直詛咒著阿德尼斯。
賽皮亞·摩根
龍之魔女。

### 人類
凱特（聲：齊藤次郎）
利迪亞帝國23世皇帝，是個人類至上主義者。主張人類應該殺害所有的魔女，因為她們擁有人類無法使用的魔法，並認為人類不必因請求她們幫助而卑躬屈膝，因此推行了超產業革命，同時視魔法為邪術。
為殺害克蘿耶使用了魔法光子抑制裝置SDAM-2，因當中的核輻射患上重病。事實上他是個被多羅緹婭以「愛之魔法·束縛」控制的傀儡，在利迪亞帝國攻打魔女之國期間，被多羅緹婭認定其已失去利用價值而控制其自殺身亡。
白兔（聲：谷山紀章）
利迪亞帝國諜報局局長。多羅緹婭的直系部署。以殺害他人為樂、無情的男人。殺死了鈴蓮國的五番、六番。
大和（聲：日野聰、きそひろこ（幼年時期））
利迪亞帝國國家保安局局長，首席總監。雪兒的兄長。因妹妹為了牽制阿德尼斯而使用了魔法光子抑制裝置SDAM-2而亡，因而憎恨阿德尼斯。在魔女之國中被阿德尼斯殺死。
雪兒（聲：遠野光）
利迪亞帝國國家保安局副局長，總監。大和的妹妹。因強行啟動魔法光子抑制裝置SDAM-2被其發射的核輻射感染，一度死亡。後來透過克隆技術復活，在大和死後誓言為兄長復仇，同時清算國家內部的異議人士。後來親自帶兵討伐阿德尼斯，但失敗告終。
艾考特（聲：榊原優希）
首都警備局局員，原本要殺死阿德尼斯，被阿德尼斯反殺。
帕波爾（聲：太田哲治）
梅赫姆俘虜收容所典獄長。
西塔· 薩曼斯塔（聲：日笠陽子）
利迪亞帝國國家科學局局長。因企圖牽制阿德尼斯而使用了魔法光子抑制裝置SDAM-2，使得生命垂危，得靠輪椅行動。後來在多羅緹婭的加冕儀式期間和其他科學局的高層們一同遭到清算。
奧茨·葛賈斯（聲：池田純矢 → 勝杏里）
利迪亞帝國國家情報局部長。嘉米的上司。
嘉米（聲：富田美憂）
利迪亞帝國國家情報局主査。奧茨的下屬。發現阿德尼斯的屍體是偽裝的人。
拳頭（聲：三宅健太）
廢土平原感染者的老大，幫助了從月亮回到地球的阿德尼斯和多羅卡。曾經被克蘿耶和小時候的阿德尼斯拯救。
比紹斯·達布爾干
軍產國家米卡的指揮官，表面上相當嚴肅的人，事實上他私底下是多羅緹婭的粉絲。受多羅緹婭之託，帶領軍隊前往醫療國，企圖圍剿阿德尼斯。最終因航空母艦遭到再生細胞的襲擊，因而陣亡。
恩得內斯
軍產國家米卡總統，身形巨大，戴著頭盔，且臉上帶有縫線的改造人男子。
鈴蓮·山田丸
鈴蓮國皇王，帶有狐狸面孔並帶著眼鏡的男子。是個老謀深算的王，有眾多強大的下屬，俘虜了多羅卡，並重傷了阿德尼斯和森之魔女。
Dr.海德拉
醫療國的醫生兼院長，是個擁有反戰意識的人，再生技術的研發者，擁有嗑藥的習慣，自稱拯救全人類的「死神」，曾經參與利迪亞帝國迫害魔女的人體實驗。最終因刻意給多羅卡裝上假眼而惹怒了阿德尼斯，為此遭到其殺害，臨死前便告訴阿德尼斯必須寬恕自己仇恨的人類，最終含笑而亡。
蜜依·尤芙拉特斯
醫療國的看護師，海德拉的助手，身上帶著巨大的注射筒。在保護院長海德拉的行動中被阿德尼斯殺死。事實上她是海德拉製造的克隆人。
母體
奧利安索羅女王，真實身份不詳。
科尼利厄斯·霸王
辮髮男子，擁有「預言的繼承人」名號，少數知道多羅緹婭是魔女的人。

## 用語介紹
利迪亞帝國
世界頂尖的帝國，首都為Nightmare。推行超産業革命的專制國家，現任皇帝為女王多羅緹婭。
單一母子國家「奧利安索羅」
位於利迪亞帝國西方的國家，利迪亞帝國的附庸國之一，該國將魔女作為國家的的可消耗能源並以此驅使國家運作。
醫療國
位於利迪亞帝國南方的國家，利迪亞帝國的附庸國之一，國家本體是一家醫院，擁有先進的醫療、再生和克隆技術等。該國過去曾是處決魔女的刑場，該國曾多次幫助利迪亞帝國執行迫害魔女的人體實驗。
軍產國家「米卡」
位於利迪亞帝國北方的重工業國家，氣候寒冷，利迪亞帝國的附庸國之一。當地軍隊皆穿著俄式軍服及護耳冬帽。
和鄉「鈴蓮國」
位於利迪亞帝國東方的國家，為充滿日式風情的國度，利迪亞帝國的附庸國之一。
超産業革命
利迪亞帝國為了證明人類的力量而推行的革命，導致了新科技的爆發，借此飛躍地提升了人類文明。
魔法光子抑制装置SDAM-2
讓魔法失效的機器，啟動後發出的梳輻射能讓人患上外照射急性輻射病。
外照射急性輻射病
因魔法光子抑制装置SDAM-2而出現的病。參與過魔女狩獵的士兵半數以上都患上此絕症。
新·魔女之國
又稱月園。位於月球、僻靜的新魔女之國，是人類無法觸及，魔女們的家園。
被阿德尼斯與人類的士兵破壞。
生命之樹
孕育魔女的樹，魔女可利用生命之樹出生和復活。所有生命之樹都被人類破壞，最後一棵也被阿德尼斯引來的人類的士兵焚毀。
愛之魔法·束縛
多羅卡和多羅緹婭所使用的魔法。能夠讓男性迷上自己並聽從自己的命令的魔法。

## 電視動畫

### 主題曲
片頭曲
主唱：Hana Hope，作詞：UTA、AKIRA，作曲、編曲：UTA
片尾曲
主唱、作詞、作曲、編曲：Who-ya Extended

### 各話列表
| 話數   | 日文標題 | 中文標題         | 劇本       | 分鏡                | 演出                 | 作畫監督                                                          | 總作畫監督      | 首播日期       |
| ------ | -------- | ---------------- | ---------- | ------------------- | -------------------- | ----------------------------------------------------------------- | --------------- | -------------- |
| 第1話  |          | 起始之始         | 鴻野貴光   | 岩畑剛一 元永慶太郎 | 川部真也             | 相澤秀亮、式部美代子 成松義人、飯島弘也                           | 飯島弘也        | 2023年 10月6日 |
| 第2話  |          | 天使之火         | 鴻野貴光   | 岩畑剛一            | 稻村保奈美           | 能地清、渕脇泰賀 飯飼一幸、橋口翔太郎 松本勝次                    | 加藤裕美 反町司 | 10月13日       |
| 第3話  |          | 溫柔之死         | 鴻野貴光   | 新留俊哉            | 新留俊哉             | 慧敏、鑫月、明光 龙光、桥本有理 王国年、今桥明日菜                | 不適用          | 10月20日       |
| 第4話  |          | 魔女之國         | 日暮茶坊   | 川口太詩            | 川口太詩             | 關藤寬生、淵脅泰賀 高橋宏都、內田利明 橋口翔太郎、阪口詩織        | 加藤裕美 反町司 | 10月27日       |
| 第5話  |          | 齊聚一堂         | 中村浩二郎 | 頂真司              | 玉川真人 Kang Seo ki | Joung Eun joung Park Yoon ok                                      | 飯島弘也        | 11月3日        |
| 第6話  |          | 魔女多羅卡       | 鴻野貴光   | 岩畑剛一 元永慶太郎 | 稻村保奈美           | 能地清、飯飼一幸 青木真理子、片岡惠美子 今井雅美                  | 反町司          | 11月10日       |
| 第7話  |          | 支持他。支持她。 | 中村浩二郎 | 川口太詩            | 則座誠               | 阪口詩織、高橋宏都 關藤寬生、 松本勝次                            | 加藤裕美 反町司 | 11月17日       |
| 第8話  |          | 加冕儀式         | 日暮茶坊   | 頂真司              | Kang Seo ki          | Lee Joo hyeun Joung Eun joung Park Yoon ok Won Chang hee          | 不適用          | 11月24日       |
| 第9話  |          | 亡國馬姆塔       | 待田堂子   | 川口太詩            | 川口太詩             | 阪口詩織、田中太郎 高橋宏都、關藤寬生                             | 反町司          | 12月1日        |
| 第10話 |          | 失去的眼神       | 待田堂子   | 新留俊哉            | Kang Seo ki 新留俊哉 | Lee Joo hyeun Kim Hye jeong Won Chang hee Shin Jae ik             | 不適用          | 12月8日        |
| 第11話 |          | 騎士化           | 鴻野貴光   | 岩畑剛一            | 稻村保奈美           | 飯飼一幸、江崎稔 片岡恵美子、青柳重美 清水博幸、能地清 青木真理子 | 反町司          | 12月15日       |
| 第12話 |          | 愛與復仇         | 鴻野貴光   | 岩畑剛一            | 北川正人             | 式部美代子、橋本有里 今橋明日菜、 Lim Keun soo Kwon Oh sik        | 不適用          | 12月22日       |